# Pieces (песня Fool’s Garden)
«Pieces» — песня немецкой поп-рок-группы Fool's Garden, выпущенная на сингле в октябре 1996 года компанией Intercord. Это был третий и последний сингл из альбома Dish of the Day. Обложку для сингла создала штутгартская компания Müller & Steeneck.
Издание Music & Media описала песню как красивую балладу в среднем темпе с продвинутыми мелодиями и текстом, но подходящую по формату различным радиостанциям. Действительно, почти сразу после выпуска сингла песня попала в эфир многих радиостанций в Европе. Больше всего песня вещалась в Германии, Швейцарии, Австрии, Дании, Италии и Чехии. Также «Pieces» попала в радиоэфир Бельгии, Польши, Словакии, Словении, Франции, Испании, России и Украины. В течение долгого времени песня провела в рубрике «Chartbound» от журнала Music & Media, в которую попадают песни с частым радиовещанием, но недостаточным для попадания в чарт EHR Top 40.

## Список композиций
| №                   | Название                                                 | Автор(ы)                            | Длительность |
| ------------------- | -------------------------------------------------------- | ----------------------------------- | ------------ |
| 1.                  | «Pieces»                                                 | Фолькер Хинкель, Петер Фройденталер | 3:53         |
| 2.                  | «Lemon Tree» (Live At Villa Berg, Stuttgart, 22. 02. 96) | Фолькер Хинкель, Петер Фройденталер | 3:22         |
| Общая длительность: | Общая длительность:                                      | Общая длительность:                 | 7:15         |

## В записи участвовали
- Петер Фройденталер — композитор, вокал
- Фолькер Хинкель — композитор, гитара, бэк-вокал
- Роланд Рёль — клавишные, бэк-вокал
- Томас Мангольд — бас-гитара, бэк-вокал
- Ральф Вохеле — ударные, бэк-вокал

## Позиции в чартах
| Год  | Организация   | Чарт                 | Позиция | Недели |
| ---- | ------------- | -------------------- | ------- | ------ |
| 1996 | Music & Media | Border Breakers      | 8       | 11     |
| 1996 | Music & Media | Major Market Airplay | 9       | 3      |